# Pseudophoxinus handlirschi
Pseudophoxinus handlirschi är en fiskart som först beskrevs av Pietschmann, 1933.  Pseudophoxinus handlirschi ingår i släktet Pseudophoxinus och familjen karpfiskar. IUCN kategoriserar arten globalt som akut hotad. Inga underarter finns listade i Catalogue of Life.